# Luitgard von Wittichen

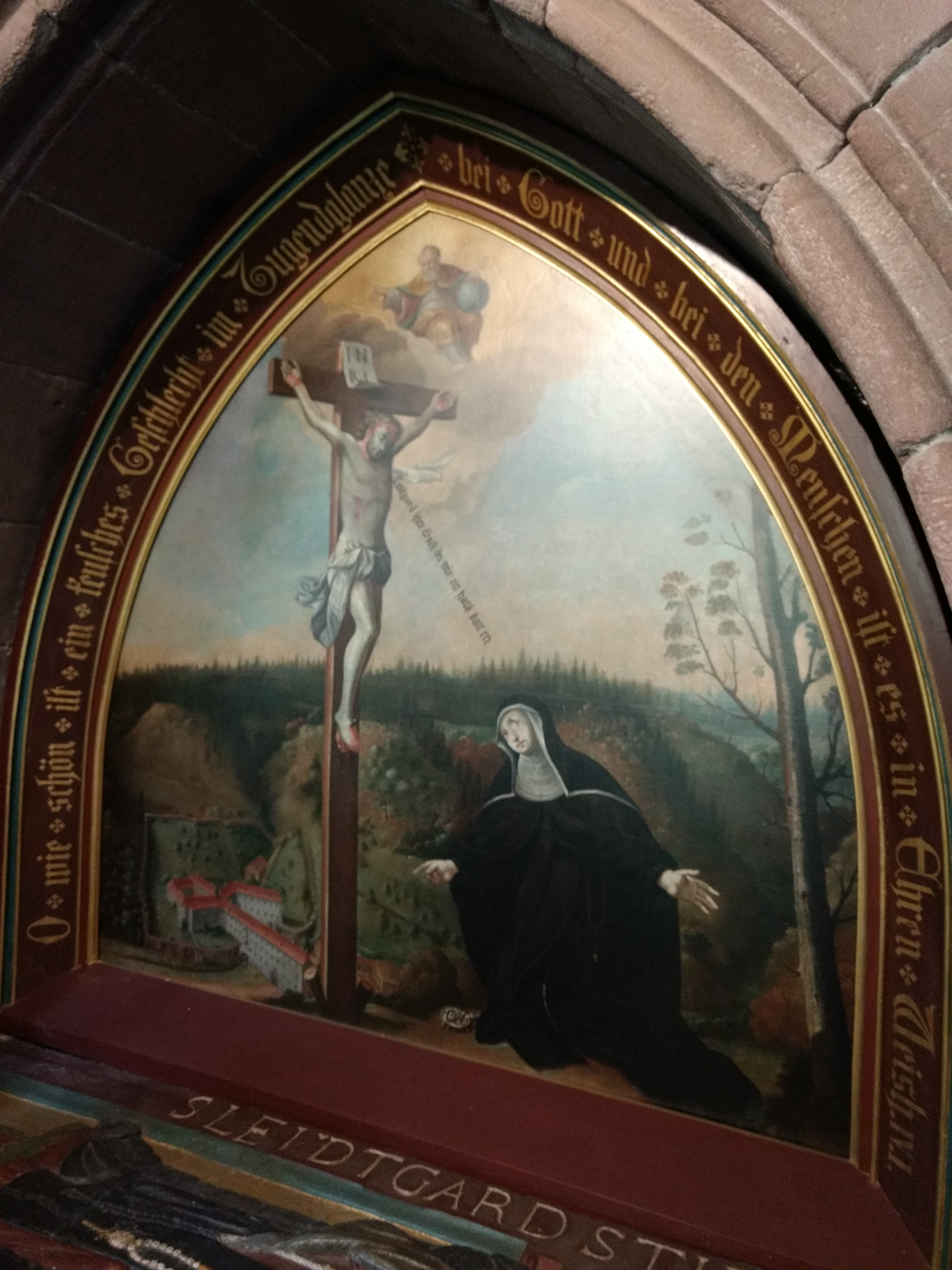
Grab in Wittichen, 2018

Luitgard von Wittichen (* 1291 in Schenkenzell im Schwarzwald; † 16. Oktober 1348 im Kloster Wittichen bei Schenkenzell) war eine deutsche Mystikerin und Klostergründerin.

## Leben und Werk
Luitgard (auch: Lutgard) von Wittichen kam aus einfachen, bäuerlichen Verhältnissen. Mit zwölf Jahren fand sie Aufnahme in einem Beginenhaus in Oberwolfach im Wolftal, wo sie 20 Jahre in Armut lebte. Durch eine Christuserscheinung wurde ihr die Gründung eines Klosters aufgegeben. Sie unternahm Bettelreisen, die sie bis nach Tirol und in die nördliche Schweiz führten, um Mittel für die Klostergründung zu sammeln. Von den Herzögen von Teck auf der nahe gelegenen Burg Schiltach wurde sie ungnädig behandelt, während ihr die Herren von Geroldseck auf der Schenkenburg zugetan waren. 1324 zog Luitgard in das Wittichertal und gründete für sich und 33 weitere Frauen eine Klause als Terziarerinnengemeinschaft, die später als Klarissenkloster Wittichen anerkannt wurde. Die Anzahl leitete sie aus dem 33-zeiligen Sonnengesang, einem Gebet von Franz von Assisi, ab, doch hat sich die Anzahl der Frauen noch zu ihren Lebzeiten verdoppelt. Sie war bis zu ihrem Tod Äbtissin des Klosters.
Luitgard pflegte Pestkranke, bevor sie selbst der Epidemie erlag. Sie wird in Mittelbaden als „Volksheilige“ verehrt, obwohl sie nie selig oder heiliggesprochen wurde. Die Verehrung findet am 16. Oktober, ihrem Todestag, ihren Höhepunkt. Jeweils am zweiten Sonntag im Oktober findet in Wittichen das Luitgartfest statt. Luitgard soll sich mit den Schriften Meister Eckharts und Heinrich Seuses beschäftigt haben. Die als charismatisch beschriebene Klostergründerin gilt – aus unserer heutigen Sicht – als emanzipierte Frau.
Ihr geistlicher Vater, der Priester Berchtold von Bombach, verfasste bereits um 1350 eine Lebensbeschreibung der Klostergründerin. Nach der Überlieferung fand man 1629, als der Sarg geöffnet wurde, ihr Gehirn völlig unversehrt vor, ein Phänomen, das damals weder Ärzte noch Chemiker erklären konnten und als „Wunder“ Verehrungen und Wallfahrten auslöste.

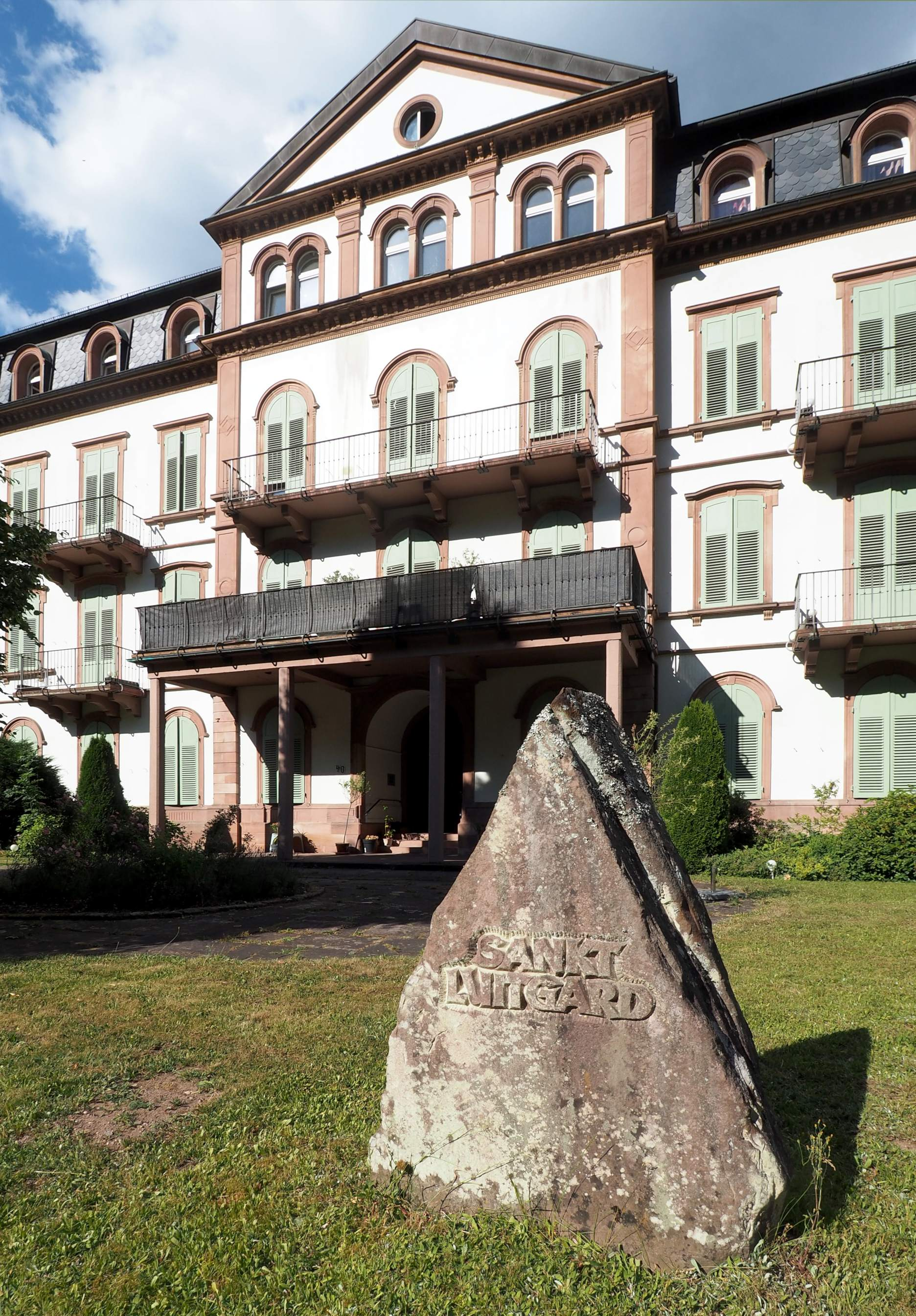
Vor der ehemaligen Niederlassung der Schwestern der Liebe vom Kostbaren Blut in Rippoldsau steht ein Stein mit Inschrift Sankt Luitgard.

In Oberwolfach ist das Pflegeheim St. Luitgard nach ihr benannt.